# Magyar Automobil Részvény Társaság Arad

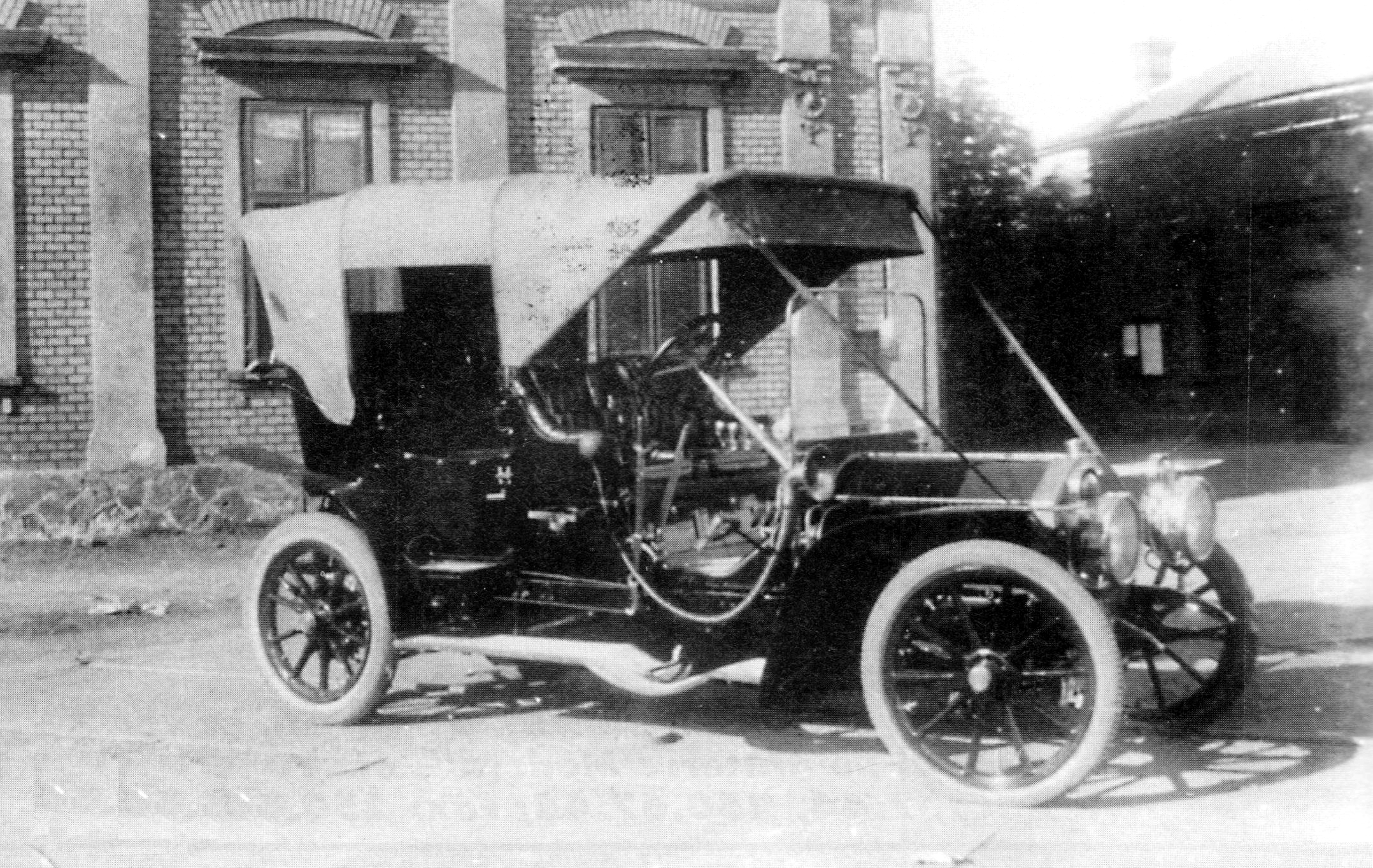
Marta

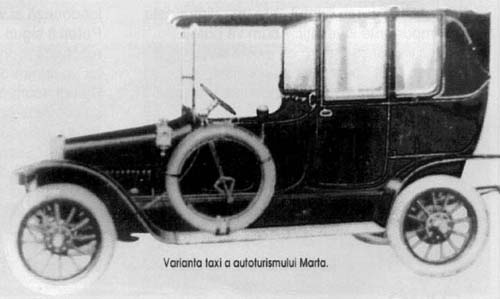
Marta Taxi

Magyar Automobil Részvény Társaság Arad (MARTA) (tedesco Ungarische Automobil AG Arad) fu un costruttore di automobili dell'Austro-Ungheria.

## Storia
Tra il 1909 e 1912 furono costruite a Arad, attuale territorio romeno, circa 150 automobili su licenza Westinghouse. La successiva società Magyar Automobil Részvény Társaság Arad fu costituita dalla Austro-Daimler con l'avvio della produzione di automobili nel 1912. Nel 1914 vennero prodotte 500 automobili. Dopo la fine della prima guerra mondiale la città di Arad divenne romena. Nel 1921 la società si fuse con la Fabrica de Mașini, Vagoane și Turnătorie de Fier a societății pe acțiuni „Johann Weitzer” (già la ungherese Weitzer János Rt.) nella nuova Fabrica de automobile și vagoane Astra. Questa azienda produsse a marchio Astra fino al 1926, sia autocarri che automobili, concentrandosi successivamente sui veicoli ferroviari. Dopo la seconda guerra mondiale venne statalizzata e solo nel 1998 venne privatizzata e divisa in diverse società tra le quali la Astra Vagoane Călători.

## Veicoli
Furono fabbricati tre diversi modelli con motore quattro cilindri. Il più piccolo fu la 18/22 PS e 20/30 PS con trasmissione cardanica, il grande fu il 35/45 PS con trasmissione a catena.